# HP Inc.
HP Inc. е американска технологична корпорация базирана в Пало Алто, Калифорния, която разработва персонални компютри, принтери, 3D печат и други.
HP Inc. е създадена на 1 ноември 2015 г. в резултат на разделянето на Hewlett-Packard, като включва подразделенията за персонали компютри и принтери на изходната компания, а подразделенията за корпоративни продукти и бизнес услуги преминават в новосъздадената Hewlett Packard Enterprise. Разделянето става така, че Hewlett-Packard променя името си на HP Inc. и отделя Hewlett Packard Enterprise като нова публично търгувана компания. С това HP Inc. запазва историята на котировките на акциите на Hewlett-Packard преди разделянето и своя предишен борсов код HPQ, докато Hewlett Packard Enterprise започва да търгува под собствен символ – HPE.

## История
HP Inc., още известна като Hewlett-Packard, е основана през 1939 г. от Бил Хюлет и Дейвид Пакард, и двамата завършили електроинженерство в Станфордския университет през 1935 г. Компанията стартира в гаража на HP в Пало Алто, Калифорния. На 1 ноември 2015 г. Hewlett-Packard е преименувана на HP Inc., а корпоративният бизнес на компанията е отделен под името Hewlett Packard Enterprise.

### Дейност като HP Inc.
През май 2016 г. HP представя нов подбранд за компютърни игри, известен под името Omen, включващ лаптопи и настолни компютри за игри (като последните предлагат и опции като водно охлаждане и графиката на Nvidia GTX 1080, които се популяризират като VR) и други аксесоари (като монитори), с които да отговарят на търсенето на пазара.
През май и август 2016 г. HP продава някой от своите активи на OpenText, включително платформите TeamSite и Exstream.
През ноември 2017 г. HP придобива бизнеса с принтери на Samsung Electronics за 1,05 млрд. долара.
През февруари 2021 г. HP обявява придобиването на подразделение за игри на Kingston HyperX за 245 милиона долара. Сделката включва само компютърна периферия под марката HyperX, а не памет или съхранение. Продажбата е завършена през юни 2021 г.
През февруари 2022 г. HP обявява придобиването на базираната в Единбург компания за разработка на опаковки Choose Packaging, в опит да засили възможностите си в сферата на устойчивото опаковане.
През март 2022 г. HP обявява придобиването на базираният в Калифорния доставчик на комуникационен софтуер и хардуер Poly Inc. при трансакция изцяло в брой. Договорената парична сума е 40 долара на акция, което предполага обща стойност на компанията от 3,3 млрд. долара, включително нетните ѝ дългове.

#### Опит за сливане с Xerox
На 5 ноември 2019 г. The Wall Street Journal съобщава, че компанията Xerox, която се занимава с печат и цифрови документи, обмисля придобиването на компанията. HP единодушно отхвърля две непоискани оферти, включително оферта в брой на цена от 22 долара на акция. В отхвърлянето си HP заявява, че има „несигурност относно способността на Xerox да увеличи паричната част от предложената оценка“ (особено като се има предвид, че Xerox е по-малка компания по отношение на пазарна капитализация от HP) и отбеляза агресивността на компанията. На 26 ноември 2019 г. Xerox публикува публично писмо в защита на твърденията на HP за това, че тяхното предложение е „несигурно“ и „е много условно“, и обявява намерението си „да си взаимодействат директно с акционерите на HP, за да получат тяхната подкрепа“.
През януари 2020 г. Xerox заявява, че ще предложи да замени борда на директорите на HP на следващото събрание на акционерите през април 2020 г. В изявление за TechCrunch HP разкрива мнението си, че предложението на Xerox е „продиктувано“ от акционера-активист Карл Икан. През февруари 2020 г. Xerox повишава офертата си до 24 долара на акция.
На 21 февруари 2020 г. HP представя план за защита на правата на акционерите, за да отрази желанието на Xerox за враждебно поглъщане на компанията. Четири дни по-късно HP обявява, че ако акционерите се откажат от покупката на Xerox, планира да предложи възвръщаемост на капитала от 16 млрд. долара между фискалните 2020 и 2022 г., включително 8 млрд. долара в допълнително обратно изкупуване на акции и повишаване на своята „целева дългосрочна възвращаемост на капитала до 100% от генерирането на свободен паричен поток“. HP критикува предложението на Xerox като „погрешно споделяне на ценности“, основаващо се на „надценена синергия“. На 5 март 2020 г. HP отхвърля офертата на цена от 24 долара на акция.
На 31 март 2020 г. Xerox отменя заявката си за покупка на HP Inc., като публикува изявление: „Сегашната глобална криза в областта на здравеопазването и пазарни сътресения, причинени от COVID-19, създадоха условия, които не допринасят за продължаване на преговорите с HP Inc.“.

## Продукти и текуща дейност
HP разработва персонални компютри (PCs), принтери и свързани с тях консумативи, както и 3D печат. Потребителските персонални компютри на HP се продават на пазара под марки като Essential и Pavilion, Envy и Spectre и Omen, а бизнес компютрите под префиксите „Pro“ и „Elite“. HP също произвежда серията принтери DeskJet, OfficeJet и LaserJet.
Списък на предлаганите продукти:
- Настолни компютри и лаптопи
  - Бизнес настолни компютри:[22]
    - ProDesk – достъпни бизнес настолни компютри.
    - EliteDesk – висок клас бизнес настолни компютри.
    - Z-работна станция – премиум професионални работни станции.

  - Бизнес лаптопи:[23]
    - ProBook – достъпни бизнес лаптопи.
    - EliteBook – висок клас бизнес лаптопи.
    - ZBook – премиум професионални лаптопи за работни станции.[24]
    - Elite – Бизнес ултрабуци, таблети и подвижни лаптопи.

  - Потребителски лаптопи и настолни компютри:[25]
    - Stream – персонални лаптопи от нисък клас.
    - Pavilion – персонални компютри от среден клас, представени през 1995 г. Името се прилага както за настолни компютри, така и за лаптопи за продуктовата гама за дома и офиса.
    - Envy – потребителски лаптопи от висок клас и други продукти.
    - Spectre – премиум потребителски компютри.
    - Omen – компютри за игри от висок клас.
    - All-in-One – компютри „всичко в едно“ на HP.

  - Chromebook:
    - Chromebook – лаптопи, работещи с базирана на Linux Chrome операционна система.

  - Монитори за игри:[26][27]
    - Omen 27c QHD – извит геймърски монитор.
- Принтери
  - DeskJet и OfficeJet – мастиленоструйни принтери.
  - LaserJet – лазерни принтери.
  - PageWide – широкоформатни мастиленоструйни принтери, с листово и уеб захранване.
  - DesignJet – плотери и широкоформатни принтери.
  - Индиго дигитални преси, листови и мрежови.
  - Scitex и Latex – широкоформатни принтери.
  - HP Sprocket – мобилни фотопринтери.
- Бизнес решения
  - Решенията на HP JetAdvantage управляват бизнес парка от принтери, скенери и многофункционални устройства. HP JetAdvantage разполага и с HP Universal Print Driver, който е единичен драйвер работещ с голямо разнообразие от драйвери на HP.[28]
  - HP Services – марката, използвана за бизнес услугите на HP.[29]
  - MPS – управлявани услуги за печат[30]

През март 2015 г. HP обявява Bang & Olufsen за нов премиум аудиопартньор на компанията за нейните компютри и други устройства. Това партньорство заменя предишното с Beats Electronics, което приключва след придобиването им от Apple Inc. през 2014 г.
Основни конкуренти в продажбата на компютри са: Lenovo Group Limited, Dell Inc., Acer Inc., ASUSTeK Computer Inc., Apple Inc., Toshiba Corporation и Samsung Electronics Co., Ltd., а в продажбата на принтери: Canon Inc. (в същото време Canon е доставчик на компоненти за лазерните принтери на HP), Lexmark International, Inc., Xerox Corporation Ltd., Seiko Epson Corporation, The Ricoh Company Ltd. и Brother Industries, Ltd.
По данни на Statista, към март 2021 г. HP е лидер на световния пазар на принтери, с дял от 24,5% (Canon – 17,7%, Brother – 10,7%, Epson – 9,9%, Kyocera – 7,8%, NEC – 5,6% и Ricoh – 3,6%).
За фискалната 2023 г. HP декларира общо приходи в размер на 54 млрд. долара, включващи 24,7 млрд. долара от продажбите на преносими компютри, 10,9 млрд. долара от продажба на настолни компютри, 11,4 млрд. долара от продажба на консумативи за принтери, 4,2 млрд. долара от продажба на търговски принтери и 2,4 млрд. долара от продажбата на потребителски принтери. Над 65% от приходите през 2022 г. идват от клиенти извън Съединените щати.
Нетните приходи на HP за първото тримесечие на фискалната 2024 г. възлизат в размер на 13,2 млрд. долара, което представлява спад от 4,4% (4,9% в постоянна валута) спрямо предходната година. Активите на HP през първото тримесечие на 2024 г. генерират 121 милиона щатски долара в нетни парични средства. Компанията също отчита положителен свободен паричен поток от 25 милиона долара за първото тримесечие на 2024 г. Свободният паричен поток включва 121 милиона долара нетни парични средства от оперативни дейности, с корекции от 62 милиона долара за нетни лизингови инвестиции и 158 милиона долара за инвестиции в имоти, машини и оборудване.
През май 2024 г. HP обявява идеята си за ново наименование на марката за своите компютри „Omni“ с „OmniBook“ (възраждане на старата марка OmniBook на Hewlett-Packard, която първоначално е изоставена след придобиването на Compaq през 2022 г.), моделите „OmniStudio“ и „OmniDesk“.

## Корпоративни въпроси
HP Inc. е регистрирана на Нюйоркската фондова борса и е част от индекса S&P 500. Това е вторият по големина производител на персонални компютри в света по обем на продажби от януари 2021 г., след китайската компания Lenovo. HP Inc. се класира на 82-о място в списъка на най-големите корпорации в САЩ Fortune 500 за 2024 г. по общ обем на приходите.
|                                      | 2016   | 2017   | 2018   | 2019   | 2020   | 2021   | 2022   | 2023   |
| ------------------------------------ | ------ | ------ | ------ | ------ | ------ | ------ | ------ | ------ |
| Годишни приходи (млрд. долара)       | 48,238 | 52,056 | 58,472 | 58,756 | 56,638 | 63,460 | 62,910 | 53,718 |
| Чиста печалба (млрд. долара)         | 2,496  | 2,526  | 5,327  | 3,152  | 2,815  | 6,541  | 3,132  | 3,263  |
| Общо активи (млрд. долара)           | 28,987 | 32,913 | 34,622 | 33,467 | 34,681 | 38,605 | 38,494 | 37,004 |
| Собствен капитал (млрд. долара)      | -3,889 | -3,408 | -0,639 | -1,193 | -2,228 | -1,644 | -3,025 | -1,069 |
| Пазарна капитализация (млрд. долара) | 25,30  | 34,56  | 31,78  | 29,86  | 31,71  | 40,78  | 26,39  | 29,81  |

### В Русия
През август 2022 г. HP обявява оттеглянето си от руския пазар на фона на руското нападение над Украйна. Процесът на напускане причинява на HP загуби в размер на 23 милиона долара, което не попречва на ръста на глобалните продажби и увеличаването на стойността на акциите на компанията.
През 2023 г. продажбите на офис оборудване намаляват с общо 17% на годишна база, а на лаптопи с 6%.

### Акционери
След разделянето на Hewlett-Packard, нейните акционери получават за всяка притежавана акция от изходната компания по една акция за HP Inc. и по една за Hewlett Packard Enterprise. Акционерният капитал е разделен на 1,683 млрд. акции, чиято обща стойност (пазарна капитализация) към 2023 г. възлиза на 29,81 млрд. долара. 79,74% от акциите на HP Inc. са собственост на институционални инвеститори, най-големите от които са:
- The Vanguard Group, Inc. – 12,33%
- BlackRock Financial Management, Inc. – 10,69%
- State Street Global Advisors, Inc. – 4,89%
- Dodge & Cox – 3,59 %
- Bank of America Corporation – 2,42%
- Primecap Management Company – 2,29%
- Geode Capital Management – 2,28%
- Pacer Advisors, Inc. – 1,30%
- LSV Asset Management – 1,29%
- Morgan Stanley – 1,26 %

## Въглероден отпечатък
През октомври 2023 г. от HP отчитат 19 764 400 тона общи емисии на CO2e, което е 27% по-малко спрямо 2019 г., като от компанията планират да намалят емисиите си с 60% до 2025 г. спрямо базовата 2015 г. В прессъобщение, публикувано на 20 април 2021 г., HP обявява намеренията си да постигне нетни нулеви емисии на парникови газове до 2040 г.

## Спонсорски дейности
През февруари 2024 г. от HP подписват 3-годишен договор с футболният клуб Реал Мадрид, като компанията става първият спонсор в 121-годишната история на клуба.
През април 2024 г. HP обявява подписването на „многогодишна“ сделка за спонсорство на формула 1 отбора на Scuderia Ferrari. В договора е заложено логото на HP да присъства върху колата на отбора и върху състезателните костюми на пилотите Карлос Сайнц-младши и Шарл Льоклер. Заедно със сделката за брандиране, HP се ангажира да предостави на екипа услуги, „вариращи от компютри, принтери и друг хардуер до конферентна технология“.

## История на логата

### Hewlett-Packard (1954 – 2015)
- 1954 – 1964
- 1964 – 1981
- 1979 – 2008
- 1999 – 2012
- 2008 – 2014
- 2012 – 2015

### HP Inc. (2015–настоящем)
- 2015–present
- 2016–present